# Hymenochaete semistupposa
Hymenochaete semistupposa är en svampart som beskrevs av Petch 1925. Hymenochaete semistupposa ingår i släktet Hymenochaete och familjen Hymenochaetaceae.   Inga underarter finns listade i Catalogue of Life.